# Train bleu (train)
Pour les articles homonymes, voir Train bleu.
Le Train bleu était un train de luxe, officiellement baptisé « Calais-Méditerranée-Express », lancé en 1886 par la Compagnie des wagons-lits (CIWL) et circulant entre Calais (correspondance de et vers l'Angleterre) et Vintimille via Paris, Dijon, Lyon-Perrache, Marseille, Toulon, Saint-Raphaël, Cannes, Juan-les-Pins, Antibes, Nice, Monaco, Monte-Carlo et Menton. 

## Histoire

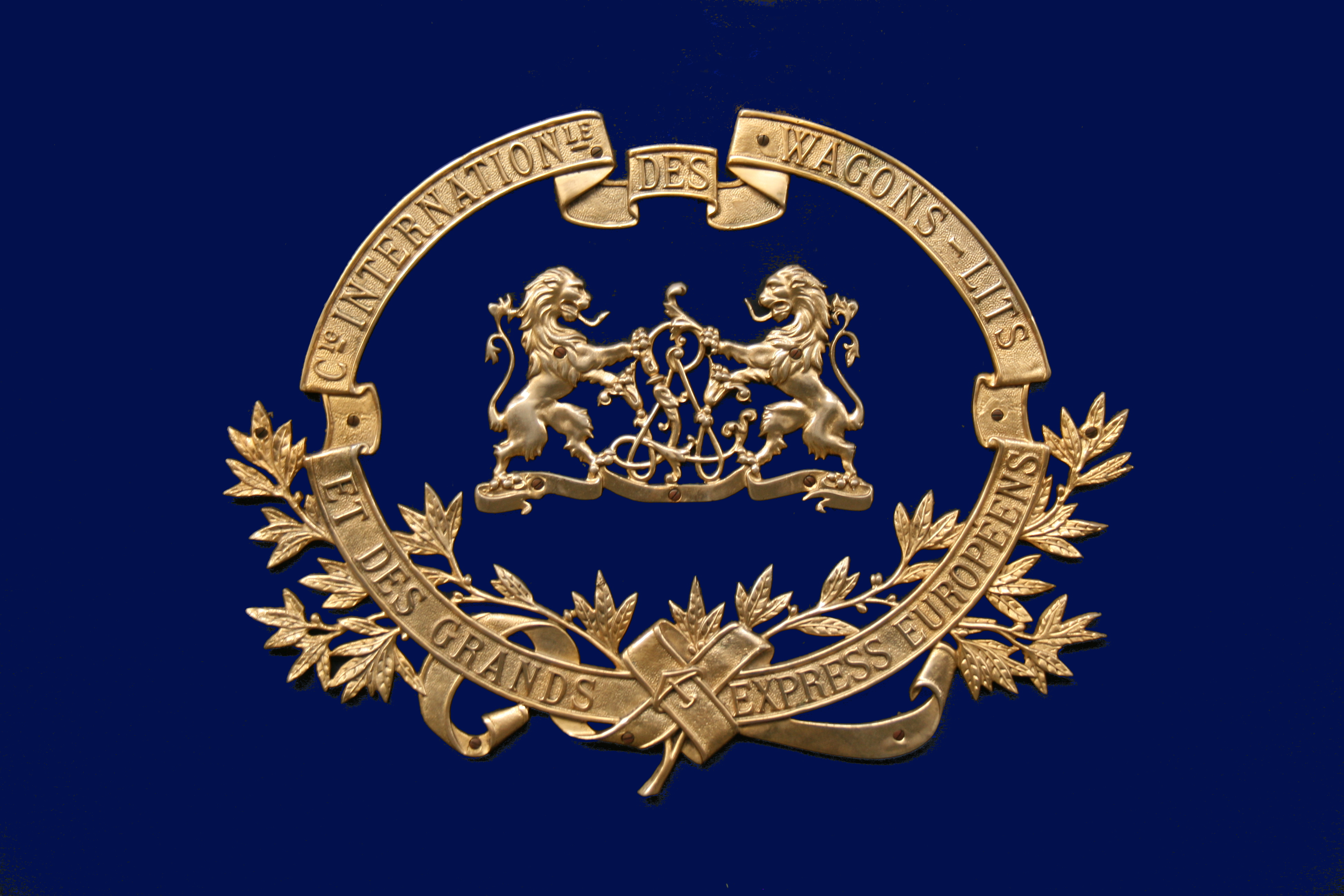
Logotype de la Compagnie des wagons-lits.

Le 8 décembre 1883, quelques mois après L'Orient-Express, la Compagnie des wagons-lits (CIWL) met en service le Calais-Nice-Rome Express pour la liaison entre Paris et Rome . À cause des contrats entre Pullman et la Società per le Ferrovie dell'Alta Italia, CIWL est obligée de faire passer le trajet le long de la Côte d'Azur. Le parcours italien est supprimé en 1884 et le train rebaptisé Calais-Nice Express. Quand la compagnie Pullman se retire d'Italie en 1885, CIWL propose le Rome Express pour le parcours du Tunnel ferroviaire du Mont-Cenis et le Calais - Méditerranée Express pour les touristes britanniques qui désirent visiter la Côte d'Azur.

### Calais-Méditerranée
Le Calais-Méditerranée Express est lancé l'hiver 1886/1887. À compter du 19 décembre 1891, le train est rebaptisé Méditerranée Express en raison de l’introduction du « Club train » entre Londres et Paris. Le parcours méridional est prolongé jusqu'à San Remo en Italie. 

### Parcours et horaire 1892

Parcours en France

### Parcours et horaire 1892[4]
| vers sud             | pays        | gare                 | km | vers nord |
| -------------------- | ----------- | -------------------- | -- | --------- |
| Club Train           |             |                      |    |           |
| 15:00                | Royaume-Uni | London Charing Cross |    | 22:43     |
| 15:00                | Royaume-Uni | London Victoria      |    | 22:43     |
| 14:55                | Royaume-Uni | Holborn Viaduct      |    | 22:47     |
| 22:47                | France      | Paris Nord           |    | 15:15     |
| Méditerranée Express |             |                      |    |           |
| 23:40                | France      | Paris Lyon           |    | 14:20     |
| 08:49                | France      | Lyon                 |    | 06:06     |
| 14:25                | France      | Marseille            |    | 00:30     |
| 18:18                | France      | Cannes               |    | 20:43     |
| 19:00                | France      | Nice                 |    | 20:00     |
| 19:37                | Monaco      | Monte Carlo          |    | 18:52     |
| 20:14                | France      | Menton               |    | 18:36     |
| 20:36                | Italie      | Ventimiglia          |    | 18:14     |

Le service est suspendu en 1914.

### Après la Première Guerre mondiale
Après la Grande Guerre, le Calais-Méditerranée-Express est remis en route le 16 novembre 1920 avec des voitures classiques. Les nouvelles voitures en acier sont inaugurées le 9 décembre 1922, le train étant tout de suite surnommé « Train bleu » (ce nom ne deviendra officiel qu'en 1947) à cause de la couleur de ses nouvelles voitures-lits métalliques (de type LX : L pour « luxe » et X pour « 10 compartiments ») bleus et or. Le choix de cette couleur est dû au directeur de la CIWL, M. André Noblemaire, qui voulait rappeler la couleur bleu foncé rehaussée de galons d'or de son uniforme de chasseur alpin où il avait fait son service, la livrée des voitures étant de plus ornée des armes belges d'origine de la compagnie. Ce bleu est progressivement assimilé à celui de la Méditerranée.
Fréquenté par une clientèle aisée, le Train bleu est exclusivement composé de voitures-lits, d'une voiture-restaurant et d'une voiture-bar très raffinée, qui feront sa célébrité. Parmi ses fidèles habitués, il y a : Sacha Guitry, Jean Cocteau (qui crée un ballet en son honneur), Marlène Dietrich, le prince Aga Khan, Coco Chanel ou la princesse Grace de Monaco qui, le jour de sa mort (en 1982), devait l'emprunter pour se rendre à Paris[réf. nécessaire]
À Paris, il desservait les gares du Nord et de Lyon en empruntant entre ces deux gares la ligne de la Petite Ceinture en effectuant deux rebroussements[réf. souhaitée]. Il s'arrête à la gare Marseille-Blancarde et non Marseille Saint-Charles de manière à ne pas changer de sens, et depuis les années 1960 ne s'arrête plus à Juan-Les-Pins, mais entre Nice et Monaco à Beaulieu-sur-Mer.
Dans les années 1960, il est limité au parcours Paris-Vintimille, les voitures de Calais étant incorporées à un nouveau train rapide, le « Flandres-Riviera » Calais-San Remo. Un supplémentaire au Train bleu est également créé. Destiné à une clientèle plus modeste il se limite à la ligne Paris-Nice, dessert la gare Marseille Saint-Charles et s'arrête à Juan-Les-Pins. 
En 1968, le Train bleu reçoit les toutes nouvelles voitures-lits de type T2. Jusqu'en 1976, il garde tout son prestige, mais le retrait cette année-là de sa mythique voiture-bar annonce un lent mais continu déclin. La voiture-restaurant, proposée jusque-là sur tout le parcours, est accrochée désormais de Paris à Dijon (et vice-versa), tandis qu'une autre l'est de Marseille à Vintimille (et retour). Rapidement, il ne subsistera qu'une voiture-restaurant entre Paris et Dijon, sans service similaire dans l'autre sens.
Jusqu'en 1980, le service de nuit vers Vintimille est assuré par trois trains réguliers, dont deux en « places couchées », le Paris-Côte d’Azur (composé d'une douzaine de voitures-couchettes — offrant également quelques places assises en première classe — suivi, trois minutes plus tard, par le Train bleu uniquement formé d'une douzaine de voitures-lits.

### Réorganisation dans les années 1980
À quelques mois de l'arrivée du TGV, et pressentant les bouleversements qu'il va entraîner, la SNCF décide de remodeler ce service en créant deux trains panachés chacun de six voitures-couchettes  et six voitures-lits, retardés d'une heure pour Le Train bleu (qui garde son nom) et de deux heures pour l'ancien Paris-Côte d’Azur renommé Estérel. Perdant son caractère exclusif de Train de voitures-lits, le Train bleu, recevant dans sa composition d'ordinaires voitures-couchettes et amputé de tout service de restauration, subit une sévère rétrogradation de son niveau. L’Estérel ne connaîtra pas un grand succès et sera rapidement balayé par la concurrence du TGV.
Dans les années suivantes, malgré une clientèle fidèle, le service du Train bleu ne cesse de se dégrader inexorablement : suppression  des voitures-lits les plus luxueuses (de type universel MU), introduction de voitures à sièges inclinables, origine reportée à la gare d’Austerlitz pour faire de la place au TGV, ce qui entraîne un léger allongement du parcours, et enfin, retrait des dernières voitures-lits, de type T2, à la fin de l’année 2007. 

## Suppression du Train bleu
C'est un train Intercités de nuit (ex-Lunéa) qui a repris ce sillon horaire, mais sans voitures-lits, ni bar, ni restaurant ; il est limité au trajet Paris – Nice et jumelé au Paris – Briançon jusqu'à Valence. Toutefois, une reprise de ce train par un autre opérateur (compagnie privée ou chemin de fer étranger), proposant un service de niveau supérieur, est de plus en plus demandée par une clientèle qui le regrette, ainsi que par la chambre de commerce de Nice et la principauté de Monaco. Le 2 juillet 2016, avec la création du « Service première classe », assuré par des voitures-lits des Chemins de fer russes (RJD), de construction Siemens, affrétées pour un an par la SNCF, un niveau de confort rappelant celui du défunt Train bleu est alors proposé[réf. nécessaire]. Cependant, la liaison est suspendue du 9 décembre 2017 jusqu'au 20 mai 2021 ; sa remise en service est alors effectuée uniquement avec le matériel habituel des Intercités de nuit.

## Hommages

### Gastronomie
En 1963, le fameux buffet de la gare de Lyon, classé monument historique, a été rebaptisé Le Train bleu en hommage au mythique « Train Bleu », dont il perpétue aujourd'hui le souvenir.

### Littérature
Ce train a donné son nom au roman d'Agatha Christie Le Train bleu (The Mystery of the Blue Train).
Raymond Chandler évoque aussi le célèbre train dans son roman La dame dans le lac.
Il forme également la trame du recueil de treize  nouvelles des romanciers Boileau-Narcejac : Le Train bleu s'arrête treize fois (Paris, Dijon, Lyon-Perrache, Marseille-Blancarde, Toulon, Saint-Raphaël, Cannes, Antibes, Nice, Beaulieu-sur-Mer, Monaco, Monte-Carlo et Menton). Cet ouvrage a été transposé au petit écran par l'Office de radiodiffusion télévision française (ORTF) en 1965/1966.
Autres ouvrages : 
- Jean des Cars, Le Train bleu et les grands express de la Riviera, Paris, 1988, Denoël,  (ISBN 2207235270).
- Juliette Benzoni, Les Dames du Méditerranée-express : une série de trois romans.

### Danse
- Le ballet Le Train bleu de Jean Cocteau, sur une musique de Darius Milhaud, un décor de Picasso et des costumes de Chanel, a été créé en 1924 à Paris.

### Cinéma
- Dans le film Le Cercle rouge de Jean-Pierre Melville, sorti en 1970, le commissaire Matteï (interprété par Bourvil) doit escorter le malfrat Vogel jusqu'à Paris et monte avec lui à bord du Train bleu en gare de Marseille-Blancarde.

- Dans le film L'Intrépide de Jean Girault, sorti en 1975 (comédie), un médecin (Louis Velle) découvre, pour son bien, un contrat sur la tête de sa femme qui doit partir à Nice par le Train bleu. Au dernier moment elle fait défection et vend le billet à une autre femme. Il prend le train pour protéger celle qui a pris la place de son épouse.

### Télévision
- Le train bleu s'arrête 13 fois, adaptation télévisée des nouvelles de Boileau-Narcejac (1965).

### Chanson
En 1959, Luis Mariano enregistra une chanson en hommage au Train Bleu intitulée Un train bleu dans la nuit, version française de la chanson Blue train in the night de Ray Brown, avec des paroles françaises de Pierre Delanoë.
En 1973, Marie-Paule Belle sur son premier album évoque le Train Bleu dans sa chanson Trans-Europe-Express (texte de Françoise Mallet-Joris).
En 1977, Nicole Croisille l'évoque également dans La femme et l'enfant.